# Чорвіла
Чорвіла (груз. ჭორვილა) — село в муніципалітеті Сачхере, мхаре Імереті, Грузія.

## Довідка
В селі є державна школа, а також медична клініка та готель. Село розташовано у Верхній Імеретії на плато Чіатура, на висоті 760 метрів. Відстань від центра муніципалітету — міста Сачхере — 6 кілометрів. Клімат помірний. Опади — 900–1000 мм на рік. Село багате на природну питну воду й лісові масиви.
Село Чорвіла згадується в джерелах XII століття. У сільській місцевості збереглись історичні пам'ятки: храм, фортеця Церетелі, церква Святої Ніно, яка, відповідно до напису на східній стіні храму, зведена 1901 року майстром Нозадзе.
Розвинуто сільське господарство, особливо виноградарство. Вирощуються різні сорти винограду: Цолікоурі, Ізабелла, Аліготе. Виноробство та зберігання в основному в домашніх умовах. Добре розвинуто обробку деревини.

## Відомі уродженці
В селі народились:
- Бідзіна Іванішвілі (нар. 1956) — грузинський політичний і державний діяч, прем'єр-міністр Грузії у 2012–2013 роках.